# Compterosmittia virga
Compterosmittia virga är en tvåvingeart som beskrevs av Wang 1998. Compterosmittia virga ingår i släktet Compterosmittia och familjen fjädermyggor. Inga underarter finns listade i Catalogue of Life.